# Saison 8 de Rick et Morty
Chronologie
La huitième saison de la série télévisée d'animation américaine pour adultes Rick et Morty a été diffusée pour la première fois le 25 mai 2025. Elle comprendra dix épisodes.
Il s'agit de la seconde saison sans Justin Roiland, avec toujours pour les deux personnages principaux les voix de Ian Cardoni et Harry Belden. Cette saison est voulue plus tournée vers l'humour que la saison précédente.
| No. | # | Titre                                                                           | Réalisation         | Scénario                                        | Date de diffusion | Date de diffusion | Audience |
| --- | - | ------------------------------------------------------------------------------- | ------------------- | ----------------------------------------------- | ----------------- | ----------------- | -------- |
| 72 | 1 | La Summer de toutes les peurs Summer of All Fears                               | Fill Marc Sagadraca | Jess Lacher                                     | 25 mai 2025       |                   |          |
| Summer et Morty ont été enfermés dans une simulation de Matrice par Rick, en guise de punition pour avoir emprunté son chargeur de téléphone sans permission. Alors que Rick finit par s'endormir, les deux adolescents restent coincés dans le système pendant ce qui leur semble être dix-sept longues années. Grâce à un plan complexe, ils parviennent finalement à s’échapper et réussissent à convaincre Beth d’empêcher Rick d’effacer leurs souvenirs de cette expérience. Leur séjour prolongé dans la Matrice a profondément transformé leur personnalité : Summer est devenue une entrepreneuse brillante, ambitieuse et sûre d’elle, tandis que Morty, marqué par les horreurs d’une guerre virtuelle, est devenu un vétéran désabusé, traumatisé par les pertes humaines qu’il a vécues sans pouvoir mourir lui-même — statut de « réel » dans un monde simulé oblige. D'abord impressionnée par la maturité de Summer, Beth se rapproche d’elle et l’admire… jusqu’à ce que l’assurance de sa fille vire à l’arrogance. Agacée par ses critiques constantes, Beth tente de lui effacer la mémoire, ce qui pousse Summer à fuir à Santa Fe. De son côté, Morty, hanté par ses souvenirs, construit un char artisanal avec Rick — avant de le détourner pour une mission solitaire visant à éradiquer l’électricité et les chargeurs, symboles de son traumatisme. Pendant ce temps, Summer et Beth finissent par se réconcilier. Apprenant ce que prépare Morty, Summer décide de l’arrêter et de lui parler, espérant le convaincre de renoncer. Rick, quant à lui, intervient pour empêcher un effondrement total du réseau électrique. À la fin, Morty et Summer choisissent d’effacer leurs souvenirs et de retrouver leur état d’origine. Morty se fait tatouer pour honorer ses anciens compagnons de guerre, inconscient de la profondeur de ce qu’il est en train d’oublier. Summer, de son côté, ignore un message vidéo laissé par sa version adulte, préférant profiter du moment présent avec ses amis. Scène post-générique : Beth se rend compte que toutes les femmes entre 2 âges du spa de Santa Fe, où elle a trouvé Summer, sont des vampires de l'âge et est obligée de se battre pour s'en sortir. |   |                                                                                 |                     |                                                 |                   |                   |          |
| 73 | 2 | Valkyrick                                                                       | Jacob Hair          | Scott Marder                                    | 1er juin 2025     |                   |          |
| Space Beth part en mission non autorisée pour assassiner la reine Gromflomite, mais découvre que la reine est déjà tuée. Alors qu'elle tente de s'échapper, elle appelle Rick en désespoir de cause. |   |                                                                                 |                     |                                                 |                   |                   |          |
| 74 | 3 | Le Rick, Le Mort & Le Truand The Rick, The Mort & The Ugly                      | Brian Kaufman       | Albro Lundy & James Siciliano & Michael Kellner | 8 juin 2025       |                   |          |
| |   |                                                                                 |                     |                                                 |                   |                   |          |
| 75 | 4 | La Dernière tentation de Jerry The Last Temptation of Jerry                     | Douglas Einar Olsen | Heather Anne Campbell                           | 15 juin 2025      |                   |          |
| Jerry tente de célébrer Pâques avec la famille, mais tout le monde le repousse. En partant acheter des chocolats il écrase accidentellement le lapin de Pâques. Jerry commence alors à muter en un autre lapin de Pâques. Rick et Morty découvrent que le lapin de Pâques est en fait une créature extraterrestre, productrice de phéromones déclenchant des pulsions sexuelles incontrôlables, conduisant à la destruction de la planète par surpopulation. |   |                                                                                 |                     |                                                 |                   |                   |          |
| 76 | 5 | Cryo Mort a Rickver                                                             | Fill Marc Sagadraca | Nick Rutherford                                 | 22 juin 2025      |                   |          |
| |   |                                                                                 |                     |                                                 |                   |                   |          |
| 77 | 6 | L'Étrange Rickstoire de Benjamin Button The Curicksous Case of Bethjamin Button | Eugene Huang        | Heather Anne Campbell & Jess Lacher             | 29 juin 2025      |                   |          |
| |   |                                                                                 |                     |                                                 |                   |                   |          |
| 78 | 7 | L'Incroyable Destin de HaMort Rick Ricker than Fiction                          | Douglas Einar Olsen | Rob Schrab                                      | 6 juillet 2025    |                   |          |
| |   |                                                                                 |                     |                                                 |                   |                   |          |
| 79 | 8 | NoMortland Nomortland                                                           | Fill Marc Sagadraca | Albro Lundy & James Siciliano                   | 13 juillet 2025   |                   |          |
| |   |                                                                                 |                     |                                                 |                   |                   |          |